# I'm Not the Only One
"I'm Not the Only One" là một bài hát của nghệ sĩ thu âm người Anh quốc Sam Smith nằm trong album phòng thu đầu tay của anh, In the Lonely Hour (2014). Nó được phát hành như là đĩa đơn thứ ba trích từ album ở Vương quốc Anh vào ngày 31 tháng 8 năm 2014 và ở Hoa Kỳ như là đĩa đơn thứ hai vào ngày 24 tháng 9 năm 2014 bởi Capitol Records. Bài hát được đồng viết lời Smith với cộng tác viên quen thuộc xuyên suốt sự nghiệp của anh Jimmy Napes, người cũng đồng thời chịu trách nhiệm sản xuất nó với Steve Fitzmaurice. Đây là một trong năm tác phẩm được Napes và Fitzmaurice thực hiện cho In the Lonely Hour, bên cạnh những đĩa đơn "Lay Me Down", "Stay with Me" và "Like I Can" cũng như "I've Told You Now". "I'm Not the Only One" là một bản soul ballad mang nội dung đề cập đến sự phản bội và không chung thủy trong một mối quan hệ tình cảm, nhưng ai đó vẫn quyết định ở lại với người yêu của họ mặc dù biết được bản thân đã bị lừa dối.
Sau khi phát hành, "I'm Not the Only One" nhận được những phản ứng trái chiều từ các nhà phê bình âm nhạc, trong đó họ đánh giá cao chất giọng cảm xúc của Smith, giai điệu mộc mạc nhưng sâu lắng cũng như quá trình sản xuất nó, đồng thời gọi đây là một điểm nhấn nổi bật từ album. Bài hát cũng tiếp nhận những thành công lớn về mặt thương mại với việc lọt vào top 10 ở nhiều quốc gia, bao gồm những thị trường lớn như Canada, Đan Mạch, Ireland, Ý, New Zealand, Ba Lan và Vương quốc Anh, đồng thời vươn đến top 20 ở hầu hết những thị trường nó xuất hiện. Tại Hoa Kỳ, "I'm Not the Only One" đạt vị trí thứ năm trên bảng xếp hạng Billboard Hot 100, trở thành đĩa đơn thứ hai liên tiếp của Smith vươn đến top 5 và giúp nam ca sĩ là nghệ sĩ nam duy nhất trong năm 2014 đạt được ba đĩa đơn top 10 tại đây (sau "Latch" và "Stay with Me"). Tính đến nay, nó đã bán được hơn 10 triệu bản trên toàn cầu, trở thành một trong những đĩa đơn bán chạy nhất mọi thời đại.
Video ca nhạc cho "I'm Not the Only One" được đạo diễn bởi Luke Monaghan mang nội dung tương tự như lời bài hát với sự tham gia diễn xuất từ Dianna Agron và Chris Messina trong vai một cặp đôi, xen kẽ với những cảnh Smith hát trên một sân khấu. Nó đã nhận được một đề cử giải Video âm nhạc của MTV Nhật Bản năm 2015 cho Video xuất sắc nhất của nam ca sĩ. Để quảng bá bài hát, nam ca sĩ đã trình diễn "I'm Not the Only One" trên nhiều chương trình truyền hình và lễ trao giải lớn, bao gồm The Ellen DeGeneres Show, Today và giải thưởng Âm nhạc Mỹ năm 2014, cũng như trong nhiều chuyến lưu diễn của anh. Kể từ khi phát hành, nó đã được hát lại và sử dụng làm nhạc mẫu bởi nhiều nghệ sĩ, như Nicole Scherzinger, Charlie Puth, Ella Henderson, Dua Lipa và Sam Tsui, cũng như xuất hiện trong những tác phẩm điện ảnh và truyền hình, bao gồm The Flash, Suits và Traumfrauen. Một bản phối lại chính thức của bài hát với sự tham gia góp giọng từ rapper A$AP Rocky, đã được phát hành.

## Danh sách bài hát
- Tải kĩ thuật số (phối lại)[1]

1. "I'm Not the Only One" (hợp tác với A$AP Rocky) — 3:42

- Tải kĩ thuật số (EP)

1. "I'm Not the Only One" (radio chỉnh sửa) — 3:24
2. "I'm Not the Only One" (Armand Van Helden phối lại) — 6:35
3. "I'm Not the Only One" (Grant Nelson phối lại) — 6:47
4. "I'm Not the Only One" (Armand Van Helden's 'DAT SHIZNIT IZ SLAMMIN' phối lại) — 4:06

## Xếp hạng
| Bảng xếp hạng (2014-16)                                     | Vị trí cao nhất |
| ----------------------------------------------------------- | --------------- |
| Úc (ARIA)                                                   | 11              |
| Áo (Ö3 Austria Top 40)                                      | 15              |
| Bỉ (Ultratop 50 Flanders)                                   | 13              |
| Bỉ Urban (Ultratop Flanders)                                | 2               |
| Bỉ (Ultratop 50 Wallonia)                                   | 18              |
| Brazil (Billboard Brasil Hot 100)                           | 39              |
| Canada (Canadian Hot 100)                                   | 2               |
| Canada AC (Billboard)                                       | 1               |
| Canada CHR/Top 40 (Billboard)                               | 2               |
| Canada Hot AC (Billboard)                                   | 2               |
| Cộng hòa Séc (Rádio Top 100) featuring A$AP Rocky           | 31              |
| Cộng hòa Séc (Singles Digitál Top 100) featuring A$AP Rocky | 5               |
| Đan Mạch (Tracklisten)                                      | 5               |
| Châu Âu Nhạc số (Billboard)                                 | 7               |
| Pháp (SNEP)                                                 | 13              |
| Đức (GfK)                                                   | 39              |
| Hungary (Single Top 40)                                     | 15              |
| Hungary (Stream Top 40)                                     | 8               |
| Ireland (IRMA)                                              | 6               |
| Ý (FIMI)                                                    | 10              |
| Nhật Bản (Japan Hot 100)                                    | 72              |
| Luxembourg Nhạc số (Billboard)                              | 9               |
| Mexico Phát thanh (Billboard)                               | 5               |
| Hà Lan (Dutch Top 40)                                       | 16              |
| Hà Lan (Single Top 100)                                     | 3               |
| New Zealand (Recorded Music NZ)                             | 3               |
| Na Uy (VG-lista)                                            | 21              |
| Ba Lan (Polish Airplay Top 100)                             | 2               |
| Bồ Đào Nha Nhạc số (Billboard)                              | 5               |
| Scotland (OCC)                                              | 6               |
| Slovakia (Rádio Top 100)                                    | 47              |
| Slovakia (Rádio Top 100) featuring A$AP Rocky               | 7               |
| Slovakia (Singles Digitál Top 100)                          | 16              |
| Slovakia (Singles Digitál Top 100) featuring A$AP Rocky     | 4               |
| Slovenia (SloTop50)                                         | 12              |
| Nam Phi (EMA)                                               | 1               |
| Hàn Quốc (Gaon International Singles)                       | 2               |
| Tây Ban Nha (PROMUSICAE)                                    | 16              |
| Thụy Điển (Sverigetopplistan)                               | 13              |
| Thụy Sĩ (Schweizer Hitparade)                               | 12              |
| Anh Quốc (OCC)                                              | 3               |
| Hoa Kỳ Billboard Hot 100                                    | 5               |
| Hoa Kỳ Adult Contemporary (Billboard)                       | 3               |
| Hoa Kỳ Adult Pop Airplay (Billboard)                        | 3               |
| Hoa Kỳ Dance/Mix Show Airplay (Billboard)                   | 11              |
| Hoa Kỳ Pop Airplay (Billboard)                              | 4               |
| Hoa Kỳ Rhythmic (Billboard)                                 | 10              |

| Bảng xếp hạng (2014)                     | Vị trí |
| ---------------------------------------- | ------ |
| Australia (ARIA)                         | 56     |
| Canada (Canadian Hot 100)                | 63     |
| Hungary (Single Top 40)                  | 100    |
| Hungary (Stream Top 40)                  | 61     |
| Netherlands (Dutch Top 40)               | 69     |
| Netherlands (Single Top 100)             | 46     |
| New Zealand (Recorded Music NZ)          | 18     |
| UK Singles (Official Charts Company)     | 24     |
| Bảng xếp hạng (2015)                     | Vị trí |
| Belgium (Ultratop 50 Flanders)           | 81     |
| Belgium (Ultratop 50 Wallonia)           | 57     |
| Canada (Canadian Hot 100)                | 28     |
| Denmark (Tracklisten)                    | 48     |
| France (SNEP)                            | 39     |
| Hungary (Stream Top 40)                  | 79     |
| Italy (FIMI)                             | 78     |
| Netherlands (Dutch Top 40)               | 83     |
| Netherlands (Single Top 100)             | 40     |
| New Zealand (Recorded Music NZ)          | 43     |
| Russia Airplay (Tophit)                  | 82     |
| Slovenia (SloTop50)                      | 39     |
| South Korea (Gaon International Singles) | 3      |
| Spain (PROMUSICAE)                       | 91     |
| Sweden (Sverigetopplistan)               | 66     |
| Switzerland (Schweizer Hitparade)        | 56     |
| UK Singles (Official Charts Company)     | 79     |
| US Billboard Hot 100                     | 26     |
| US Adult Contemporary (Billboard)        | 11     |
| US Adult Top 40 (Billboard)              | 18     |
| US Pop Songs (Billboard)                 | 28     |
| Bảng xếp hạng (2016)                     | Vị trí |
| Brazil (Billboard Brasil Hot 100)        | 43     |
| South Korea (Gaon International Singles) | 1      |
| Bảng xếp hạng (2017)                     | Vị trí |
| South Korea (Gaon International Singles) | 5      |
| Bảng xếp hạng (2018)                     | Vị trí |
| South Korea (Gaon International Singles) | 17     |

| Bảng xếp hạng                        | Vị trí |
| ------------------------------------ | ------ |
| UK Singles (Official Charts Company) | 230    |

## Chứng nhận
| Quốc gia | Chứng nhận  | Số đơn vị/doanh số chứng nhận |
| --- | ----------- | ----------------------------- |
| Úc (ARIA) | 2× Bạch kim | 140.000^                      |
| Canada (Music Canada) | 2× Bạch kim | 160.000*                      |
| Đan Mạch (IFPI Đan Mạch) | 2× Bạch kim | 120.000^                      |
| Pháp (SNEP) | —           | 40,000                        |
| Đức (BVMI) | Vàng        | 150.000‡                      |
| Ý (FIMI) | 2× Bạch kim | 100.000‡                      |
| México (AMPROFON) | Bạch kim    | 60.000*                       |
| Hà Lan (NVPI) | Vàng        | 10.000^                       |
| New Zealand (RMNZ) | 2× Bạch kim | 30.000*                       |
| Hàn Quốc (Gaon Chart) | —           | 2,987,616                     |
| Tây Ban Nha (PROMUSICAE) | Vàng        | 20.000‡                       |
| Thụy Điển (GLF) | 3× Bạch kim | 60.000‡                       |
| Thụy Sĩ (IFPI) | Vàng        | 15.000‡                       |
| Anh Quốc (BPI) | 2× Bạch kim | 1.200.000‡                    |
| Hoa Kỳ (RIAA) | 5× Bạch kim | 5.000.000‡                    |
| Streaming |             |                               |
| Đan Mạch (IFPI Đan Mạch) | Vàng        | 1.300.000^                    |
| * Chứng nhận dựa theo doanh số tiêu thụ. ^ Chứng nhận dựa theo doanh số nhập hàng. ‡ Chứng nhận dựa theo doanh số tiêu thụ và phát trực tuyến. |             |                               |